# Мемориал и музей на геноцида в Ъгдър
Мемориал и музей на загиналите турци, избити от арменци (на турски: Ermeniler Tarafından Katledilen Şehit Türkler Anıt ve Müzesi) е пропаганден арменофобски комплекс в памет на предполагаемите кланета на турци от арменци по време на Първата световна война и Tурско-Aрменската война. Изграждането на мемориала започва на 1 август 1997 г. и бива посветена на 5 октомври 1999 г. в Ъгдър, Турция. Височината му е 43,5 метра, което го прави най-високият паметник в Турция.
Държавният министър Рамазан Мирзаоглу твърди, че между 1915 г. и 1920 г. арменци са избили почти 80 000 души в Ъдгър в обръщението си по време на церемонията по откриването, където е присъствал и турският президент Сюлейман Демирел. Всъщност цялото население на окръг Сурмали (който включва Ъгдър) към началото на 20 век е било 89 055 души, от които турци („татари“) са били само 46 процента, докато в самия град Ъгдир, арменците наброявали 84% от населението.
Мемориалът е построен за по-нататъчно отричане на арменския геноцид и опроверганото повествование, че по време на Първата световна война арменците са убивали турци, а не обратното. В действителност арменския писател, публицист и революционер Акоп Тер-Акопян с псевдонима Шаан Натали - идеологическият вдъхновител и един от главните организатори на операция "Немесиз", при която са наказани със смърт главните организатори на Арменския геноцид в труда си от 1928 г. "Турците и ние" оценява като грешка на арменците и главна причина за поражението на революционното им движение и борбата за освобождение на Западна Армения това, че не са отговаряли на турските стремежи за изтреблението им като народ с поголовно унищожение на турците на тези територии, на които са имали някога въоръжено присъствие, в случаите, когато арменски федаи са посягали на турски жени и деца първите дори са били убивани от командирите си и в резултат в доунищожението на западните арменци са участвали и турски жени, деца и старци. Френските журналисти Лоре Маршан и Гийом Перие наричат паметника „крайната карикатура на политиката на турското правителство за отричане на геноцида от 1915 г. чрез пренаписване на историята и превръщане на жертвите във виновни страни“. Билгин Аята в „Арменски седмичник“ разкритикува мемориала „агресивен, националистически и направо враждебен“. Европейската арменска федерация за справедливост и демокрация обяви, че мемориалът има за цел да отрече арменския геноцид и поиска неговото затваряне.

## Галерия
- Сградата
- Мемориалът отдалеч
- Мемориалът от близко разстояние
- Вход за мемориала-музей
- Ноев ковчег до мемориала-музей